# Unione Sportiva Triestina Calcio 2007-2008

## Stagione
Nella stagione 2007-2008 la Triestina disputa il campionato di Serie B, con 51 punti raccoglie il dodicesimo posto. Allenata da Rolando Maran la squadra alabardata disputa un torneo molto regolare, in una posizione mediana, raccoglie 25 punti nel girone di andata e 26 punti nel girone di ritorno. Distante una ventina di punti da Play-off e dalla zona retrocessione, a tale proposito, per la prima volta non si sono disputati i Play-out, in quanto la distanza tra quart'ultima e quint'ultima, è stata superiore ai cinque punti. Protagonista di questa stagione triestina è stato l'uruguaiano Pablo Granoche, arrivato in estate dalla squadra messicana del Veracruz, autore di 24 reti in campionato, secondo nella classifica dei marcatori, alle spalle del solo Denis Godeas del Mantova. Nella Coppa Italia la Triestina nel primo turno ha superato proprio i virgiliani (1-0), nel secondo turno ha superato il Bologna al Dall'Ara (3-4) dopo i calci di rigore, con la sfida terminata (1-1) dopo i supplementari, poi nel terzo turno viene eliminata dal Catania, (0-0) al Rocco, ma ai calci di rigore passa (2-4) la squadra etnea.

## Rosa
| N. |                    | Ruolo | Calciatore                |
| -- | ------------------ | ----- | ------------------------- |
| 1  | Italia (bandiera)  | P     | David Dei                 |
| 2  | Grecia (bandiera)  | D     | Georgios Kyriazis         |
| 3  | Italia (bandiera)  | C     | Manuel Bianco             |
| 3  | Italia (bandiera)  | D     | Denis Tiziani             |
| 4  | Francia (bandiera) | D     | Thierry Audel             |
| 5  | Italia (bandiera)  | C     | Giorgio Gorgone           |
| 6  | Italia (bandiera)  | D     | Luca Mezzano              |
| 7  | Italia (bandiera)  | C     | Marco Benvenuto           |
| 7  | Italia (bandiera)  | P     | Paolo Acerbis             |
| 8  | Italia (bandiera)  | D     | Emanuele Pesaresi         |
| 9  | Uruguay (bandiera) | A     | Pablo Granoche            |
| 10 | Italia (bandiera)  | P     | Generoso Rossi            |
| 10 | Uruguay (bandiera) | C     | Leandro De Los Santos     |
| 11 | Italia (bandiera)  | C     | Filippo Antonelli Agomeri |
| 11 | Brasile (bandiera) | A     | Babú                      |
| 12 | Italia (bandiera)  | P     | Luca Mosca                |
| 13 | Italia (bandiera)  | D     | Andrea Peana              |
| 13 | Italia (bandiera)  | C     | Federico Maracchi         |
| 14 | Italia (bandiera)  | A     | Alessandro Sgrigna        |
| 15 | Italia (bandiera)  | D     | Francesco Veneruso        |
| 16 | Italia (bandiera)  | D     | Aldo Perricone            |
| 17 | Italia (bandiera)  | C     | Riccardo Allegretti       |

| N. |                       | Ruolo | Calciatore             |
| -- | --------------------- | ----- | ---------------------- |
| 18 | Rep. Ceca (bandiera)  | A     | Jaroslav Sedivec       |
| 19 | Italia (bandiera)     | D     | Andrea Milani          |
| 20 | Italia (bandiera)     | A     | Mattia Graffiedi       |
| 20 | Italia (bandiera)     | D     | Mauro Minelli          |
| 21 | Italia (bandiera)     | C     | Emiliano Testini       |
| 22 | Italia (bandiera)     | C     | Patrick Kalambay       |
| 23 | Italia (bandiera)     | C     | Lorenzo Rossetti       |
| 23 | Italia (bandiera)     | D     | Federico Rizzi         |
| 24 | Italia (bandiera)     | A     | Stefano Cannone        |
| 25 | Italia (bandiera)     | D     | Stefano Tisiot         |
| 27 | Slovacchia (bandiera) | D     | Martin Petras          |
| 30 | Italia (bandiera)     | C     | Luca Tabbiani          |
| 31 | Italia (bandiera)     | C     | Paolo De Cristofaro    |
| 32 | Italia (bandiera)     | A     | Luigi Della Rocca      |
| 36 | Argentina (bandiera)  | P     | Mauricio Josè Bastiera |
| 44 | Italia (bandiera)     | C     | Luigi Piangerelli      |
| 66 | Andorra (bandiera)    | D     | Ildefonso Lima         |
| 87 | Argentina (bandiera)  | C     | Franco Da Dalt         |
| 89 | Francia (bandiera)    | A     | Michel Orneck          |
| 99 | Brasile (bandiera)    | P     | Renan Pippi            |
| 99 | Italia (bandiera)     | C     | Nicola Princivalli     |

## Risultati

### Campionato

#### Girone di andata
| Arbitro: | Pinzani (Empoli) |

|              |           |             |
| Granoche 89’ | Marcatori | 56’ Galeoto |

| Arbitro: | Stefanini (Prato) |

|                                             |           |  |
| Mantovani 21’ Pellissier 27’ Italiano 45+3’ | Marcatori |  |

| Arbitro: | Velotto (Grosseto) |

|              |           |               |
| Granoche 57’ | Marcatori | 8’ Abbruscato |

| Arbitro: | Lops (Torino) |

|  |           |                |
|  | Marcatori | 74’ Allegretti |

| Arbitro: | Brighi (Cesena) |

|              |           |                                               |
| Granoche 49’ | Marcatori | 31’ (rig.), 47’ (rig.) Adailton 59’ Marazzina |

| Arbitro: | Ayroldi (Molfetta) |

|                       |           |                     |
| Kutuzov 39’ Cerci 59’ | Marcatori | 64’ (rig.) Granoche |

| Arbitro: | Giannoccaro (Lecce) |

|              |           |  |
| Granoche 44’ | Marcatori |  |

| Arbitro: | Ciampi (Roma) |

|                                  |           |                          |
| L. Rigoni 48’ Schwoch 85’ (rig.) | Marcatori | 64’ Petras 90+4’ Sgrigna |

| Arbitro: | Pantana (Macerata) |

|                                 |           |                          |
| Chianese 14’ (rig.) Cosenza 85’ | Marcatori | 7’ Kyriazis 66’ Granoche |

| Arbitro: | C. Russo (Nola) |

|              |           |                             |
| Granoche 13’ | Marcatori | 24’ (rig.), 90’ (rig.) Lodi |

| Arbitro: | Marelli (Como) |

|                                             |           |              |
| Mannini 2’ Feczesin 35’, 45’ Possanzini 71’ | Marcatori | 57’ Granoche |

| Arbitro: | Squillace (Catanzaro) |

|              |           |               |
| Granoche 48’ | Marcatori | 84’ Lanzafame |

| Arbitro: | Lops (Torino) |

|                                                              |           |             |
| Cellini 30’, 51’ A. Cristiano 44’ Madonna 56’ N. Ferrari 74’ | Marcatori | 39’ Sedivec |

| Arbitro: | Herberg (Messina) |

|                                                 |           |  |
| Granoche 4’ Sgrigna 48’, 59’ Mignani 78’ (aut.) | Marcatori |  |

| Arbitro: | Tommasi (Bassano del Grappa) |

|           |           |                           |
| Koffi 89’ | Marcatori | 23’ Granoche 60’ Rossetti |

| Arbitro: | Valeri (Roma) |

|                           |           |            |
| Allegretti 8’ Sgrigna 84’ | Marcatori | 22’ Turati |

| Arbitro: | Pinzani (Empoli) |

|              |           |  |
| Rossetti 11’ | Marcatori |  |

| Arbitro: | Scoditti (Bologna) |

|                            |           |  |
| M. Anaclerio 12’ Cacia 51’ | Marcatori |  |

| Arbitro: | Herberg (Messina) |

|                                        |           |                                 |
| L. Della Rocca 58’ Granoche 71’ (rig.) | Marcatori | 4’ Salgado 35’ (rig.) Pellicori |

| Arbitro: | Palanca (Roma) |

|                               |           |  |
| P. Barreto 11’ Piovaccari 82’ | Marcatori |  |

| Arbitro: | Ciampi (Roma) |

|              |           |            |
| Kyriazis 13’ | Marcatori | 59’ Soncin |

#### Girone di ritorno
| Arbitro: | Pantana (Macerata) |

|           |           |                          |
| Degano 7’ | Marcatori | 13’ Granoche 81’ Sgrigna |

| Arbitro: | Valeri (Roma) |

|               |           |             |
| Minelli 90+1’ | Marcatori | 27’ Luciano |

| Arbitro: | Palanca (Roma) |

|            |           |  |
| Munari 90’ | Marcatori |  |

| Trieste 12 febbraio 2008, ore 20:30 25ª giornata | Triestina          | 0 – 0 | Spezia | Stadio Nereo Rocco\| Arbitro: \| Scoditti (Bologna) \| |
| Arbitro:                                         | Scoditti (Bologna) |       |        |                                                        |

| Arbitro: | Celi (Campobasso) |

|                            |           |  |
| Marazzina 30’ Adailton 71’ | Marcatori |  |

| Arbitro: | Rosetti (Torino) |

|  |           |            |
|  | Marcatori | 4’ Ciotola |

| Arbitro: | Tommasi (Bassano del Grappa) |

|                       |           |  |
| Caridi 68’ Corona 75’ | Marcatori |  |

| Arbitro: | Herberg (Messina) |

|                                                       |           |               |
| L. Della Rocca 30’ Granoche 32’, 55’, 82’ Testini 66’ | Marcatori | 9’ Bernardini |

| Arbitro: | Dondarini (Finale Emilia) |

|                                                           |           |                                       |
| L. Della Rocca 7’ Granoche 47’ (rig.), 80’ Allegretti 62’ | Marcatori | 68’ Iuliano 76’ Sforzini 90+3’ Toledo |

| Arbitro: | Salati (Trento) |

|  |           |             |
|  | Marcatori | 25’ Sgrigna |

| Arbitro: | Romeo (Verona) |

|                |           |  |
| Allegretti 15’ | Marcatori |  |

| Arbitro: | Cavarretta (Trapani) |

|                       |           |  |
| Jadid 5’ Desideri 89’ | Marcatori |  |

| Arbitro: | Pinzani (Empoli) |

|                          |           |                                                           |
| Granoche 30’ (rig.), 89’ | Marcatori | 5’ Carobbio 40’ Ruopolo 68’ (rig.) Colacone 90+3’ Bonazzi |

| Arbitro: | Salati (Trento) |

|                  |           |                         |
| Danilevicius 23’ | Marcatori | 17’ Granoche 28’ Petras |

| Arbitro: | Lops (Torino) |

|                                       |           |             |
| Granoche 51’, 84’ (rig.) Kyriazis 59’ | Marcatori | 16’ Fantini |

| Arbitro: | Velotto (Grosseto) |

|                     |           |             |
| Salvetti 13’ (rig.) | Marcatori | 4’ Granoche |

| Arbitro: | Squillace (Catanzaro) |

|                                                        |           |                                     |
| Vantaggiato 33’ Pagano 61’ Milani 79’ (aut.) Ricchiuti | Marcatori | 49’ Minelli 78’ Testini 81’ Sgrigna |

| Arbitro: | Scoditti (Bologna) |

|            |           |                  |
| Milani 80’ | Marcatori | 86’ (rig.) Dedic |

| Arbitro: | Herberg (Messina) |

|                             |           |                                   |
| Pellicori 84’, 90+3’ (rig.) | Marcatori | 58’ L. Della Rocca 83’ Allegretti |

| Arbitro: | Stefanini (Prato) |

|  |           |                |
|  | Marcatori | 17’ P. Barreto |

| Arbitro: | Salati (Trento) |

|                             |           |             |
| Soncin 1’, 54’ Saverino 24’ | Marcatori | 63’ Minelli |

### Coppa Italia

#### Truni eliminatori
| Arbitro: | Tommasi (Bassano del Grappa) |

|                |           |  |
| Allegretti 72’ | Marcatori |  |

| Arbitro: | Cavarretta (Trapani) |

|                                        |                      |                                          |
| Mingazzini 20’                         | Marcatori            | 71’ Graffiedi                            |
| Marazzina Mingazzini Terzi Daino Moras | Tiri di rigore 3 – 4 | Pesaresi Testini Graffiedi Sgrigna Rossi |

| Arbitro: | Gava (Conegliano) |

|                                   |                      |                              |
| Graffiedi Granoche Milani Testini | Tiri di rigore 2 – 4 | Mascara Baiocco Stovini Izco |

## Statistiche

### Statistiche di squadra
| Competizione | Punti | In casa | In casa | In casa | In casa | In casa | In casa | In trasferta | In trasferta | In trasferta | In trasferta | In trasferta | In trasferta | Totale | Totale | Totale | Totale | Totale | Totale | DR   |
| Competizione | Punti | G       | V       | N       | P       | Gf      | Gs      | G            | V            | N            | P            | Gf           | Gs           | G      | V      | N      | P      | Gf     | Gs     | DR   |
| ------------ | ----- | ------- | ------- | ------- | ------- | ------- | ------- | ------------ | ------------ | ------------ | ------------ | ------------ | ------------ | ------ | ------ | ------ | ------ | ------ | ------ | ---- |
| Serie B      | 51    | 21      | 8       | 8       | 5       | 33      | 25      | 21           | 5            | 4            | 12           | 22           | 42           | 42     | 13     | 12     | 17     | 55     | 67     | - 33 |
| Coppa Italia | 5     | 2       | 1       | 1       | 0       | 1       | 0       | 1            | 0            | 1            | 0            | 1            | 1            | 3      | 1      | 2      | 0      | 2      | 1      | +1   |
| Totale       | -     | 23      | 9       | 9       | 5       | 28      | 34      | 22           | 5            | 5            | 12           | 23           | 43           | 45     | 14     | 14     | 17     | 57     | 68     | - 35 |